# Electronic Arts
Electronic Arts Inc. (EA) este o companie de jocuri video americană cu sediul în Redwood City, California. Fondată în mai 1982 de fostul angajat Apple Trip Hawkins, compania a fost un pionier timpuriu al industriei de jocuri pe home computer și a promovat designerii și programatorii responsabili pentru jocurile sale ca "artiști software". EA a publicat numeroase jocuri și unele software-uri de productivitate pentru computere personale, toate care au fost dezvoltate de indivizi externi sau grupuri până la Skate or Die! din 1987. Compania a trecut la studiouri interne de joc, deseori prin achiziții, cum ar fi Distinctive Software devenind EA Canada în 1991.
În secolul 21, EA dezvoltă și publică jocuri din francize stabilite, inclusiv Battlefield, Need for Speed, The Sims, Medal of Honor, Command & Conquer, Dead Space, Mass Effect, Dragon Age, Army of Two, Apex Legends și Star Wars, și titlurile EA Sports FC, FIFA, Madden NFL, NBA Live, NHL, PGA și UFC. Din 2022, titlurile lor desktop apar pe propria lor dezvoltată EA App, o platformă online de distribuție digitală de jocuri pe PC-uri și un competitor direct al Steam de la Valve și Epic Games Store de la Epic Games. EA mai deține și operează studiouri de jocuri precum DICE, Motive Studio, BioWare și Respawn Entertainment.

## Structura companiei

### EA Entertainment
- BioWare
  - BioWare Austin
- Cliffhanger Games
- Criterion Games
  - Criterion Chesire
- DICE
  - Frostbite Labs
- EA Baton Rouge
- EA Galway
- EA Gothenburg
- EA Korea Studio
- EA Mobile
  - EA Capital Games
  - EA Redwood Studios
  - Firemonkeys Studios
  - Glu Mobile
    - PlayFirst

  - Playdemic
  - Slingshot Games
  - Tracktwenty Studios
- Full Circle
- Maxis
  - Maxis Texas
  - Maxis Europe
- Motive Studio
- Pogo Studios
- PopCap Games
  - PopCap Shanghai
  - PopCap Hyderabad
- Respawn Entertainment
  - Respawn Vancouver
  - Respawn Wisconsin
- Ripple Effect Studios

### EA Sports
- Codemasters
  - Codemasters Birmingham
  - Codemasters Kuala Lumpur
- EA Cologne
- EA Madrid
- EA Orlando
- EA Romania
- EA Vancouver
- Metalhead Software

### Foste
- BioWare Montreal
- BioWare San Francisco
- Bullfrog Productionsâ
- Codemasters Chesire
- Danger Close Games
- EA Baltimore
- EA Black Box
- EA Bright Light
- EA Chicago
- EA Chillingo
- EA Japan
- EA North Carolina
- EA Pacific
- EA Phenomic
- EA Salt Lake
- EA Seattle
- Easy Studios
- Firemint
- Hypnotix
- Iron Monkey Studios
- Industrial Toys
- Kesmai
- Mythic Entertainment
- NuFX
- Origin Systems
- Pandemic Studios
- Playfish
- Quicklime Games
- Ridgeline Games
- Uprise
- Victory Games
- Visceral Games
- Waystone Games
- Westwood Studios

## Electronic Arts în România
Compania este prezentă în România, din 2005, cu divizia de jocuri pentru telefoane mobile EA Mobile.
Număr de angajați în 2008: 220

## Jocuri
Lista este incompletă.
| Joc                             | Lansare                             | Plataformă                                | Gen                 | Serie      |
| ------------------------------- | ----------------------------------- | ----------------------------------------- | ------------------- | ---------- |
| Pinball Construction Set        | 1983                                | PC                                        | Simulation          |            |
| Archon                          | 1983                                | old PC                                    | Strategy            | Archon     |
| M.U.L.E.                        | 1983                                | PC, NES                                   | Turn-based strategy |            |
| SSX                             | 2000 PC, PlayStation, PlayStation 2 | Action                                    | Harry Potter        |            |
| The Sims Hot Date               | 2001                                | PC, Mac(2002)                             | Simulation          | Sims       |
| James Bond 007 Agent Under Fire | 2001                                | PlayStation 2, GameCube(2002), Xbox(2002) | Action              | James Bond |